# Kallima sumatrensis
Kallima sumatrensis är en fjärilsart som beskrevs av Hans Fruhstorfer 1898. Kallima sumatrensis ingår i släktet Kallima och familjen praktfjärilar. Inga underarter finns listade i Catalogue of Life.